# جوانا (اسم)
جوانا أو خوانا (بالإنجليزية: Joanna)‏ هو اسم علم شخصي مؤنث من أصل عبري يوناني معناه الله كريم، وله أيضاً معنى باللغة الفارسية  واللغة الكردية ومعناه جميل، هذا الاسم مقدس عند المسيحيين، اذ أنه مشتق من اسم يونا إحدى تابعات المسيح كما مذكور في الكتاب المقدس، ولهذا الاسم عدة أشكال مثل جوان وجان. ويلفظ الاسم باللغة الإسبانية بصيغة خوانا، ولهذا الاسم شعبية في الغرب.

## الشخصيات
- جوانا كاسيدي ممثلة أمريكية
- جوانا كروبا ممثلة وعارضة أزياء أمريكية بولندية
- جوانا كريم عارضة أزياء وممثلة عراقية
- جوانا كوليغ ممثلة بولندية
- جوانا سكانلان ممثلة بريطانية
- جوانا ملاح مغنية لبنانية
- جوانا كاسيدي ممثلة أمريكية
- جوانا ادلر ممثلة أمريكية
- جوانا من النمسا ملكة نمساوية إسبانية
- جوانا حاجي توما مخرجة لبنانية
- جوانا لوملي ممثلة إنجليزية
- جوانا بورمان مجرمة ألمانية
- جوانا زيمر مغنية ألمانية
- جوانا نويل لوفيسك مغنية أمريكية مشهورة باسم جوجو
- خوانا الأولى ملكة إسبانية
- خوانا لا بلترانيخا ملكة برتغالية إسبانية
- خوانا من البرتغال ملكة إسبانية برتغالية
- خوانا إينيس دي لا كروث شاعرة وراهبة مكسيكية إسبانية
- جوانا عريضة ممثلة و عارضة اردنية